# محمد سعيد غالب باشا
محمد سعيد غالب باشا (بالتركية: Mehmed Said Galip Paşa)‏ كان الصدر الأعظم للدولة العثمانية في الفترة ما بين 13 ديسمبر 1823 حتى 15 سبتمبر 1824. تُوفي في 1829 بمدينة بالق أسير.